# سترمووو (بایینا باشتا)
سترمووو (به صربی: Strmovo) یک منطقهٔ مسکونی در صربستان است که در بایینا باشتا واقع شده‌است. سترمووو ۵۸۲ نفر جمعیت دارد.